# کوکو (ویرجینیای غربی)
کوکو (به انگلیسی: Coco) یک منطقهٔ مسکونی در ایالات متحده آمریکا است که در شهرستان کاناوا، ویرجینیای غربی واقع شده‌است. کوکو ۱۹۹٫۰۴ متر بالاتر از سطح دریا واقع شده‌است.